# Eugeniusz Pokorny
Eugeniusz Pokorny (ur. 5 stycznia 1935 w Potoku Złotym, zm. 3 maja 2022) – polski kolarz szosowy mistrz i reprezentant Polski.

## Życiorys
W wyścigach kolarskich startował od 1955. Był zawodnikiem LZS Zielona Góra (1958–1959), Orląt Gorzów Wielkopolski (1959–1960) i LKS Obra Międzyrzecz.
W 1961 zajął trzecie miejsce w wyścigu Dookoła Bułgarii, 1962 wygrał wyścig Milk Race. Pięciokrotnie startował w wyścigu dookoła Polski, m.in. w 1961 wygrał dwa etapy, a w 1963 zajął 6. miejsce w klasyfikacji końcowej. W 1960 wystąpił w Wyścigu Pokoju, ale go nie ukończył. W 1962 zwyciężył w wyścigu dookoła Karkonoszy.
W 1961 zdobył mistrzostwo Polski w wyścigu drużynowym na 100 kilometrów, w tej samej konkurencji w 1962 zdobył brązowy medal mistrzostw Polski.
W 1961 i 1962 startował w wyścigu indywidualnym mistrzostw świata, ale zawodów za każdym razem nie ukończył.